# Psychopsis gallardi
Psychopsis gallardi là một loài côn trùng trong họ Psychopsidae thuộc bộ Neuroptera. Loài này được Tillyard miêu tả năm 1919.